# Puchar Heinekena (2002/2003)
Puchar Heinekena 2002/2003 – ósma edycja Pucharu Heinekena, pierwszego poziomu europejskich klubowych rozgrywek w rugby union. Zawody odbyły się w dniach 11 października 2002 – 24 maja 2003 roku.
Najwięcej punktów w sezonie zdobył Stephen Jones, w klasyfikacji przyłożeń z siedmioma zwyciężyli zaś Vincent Clerc i Garan Evans.

## Faza grupowa

### Grupa A
| 11 października 200219:30 | Neath                                   | 16:16(13:6) | Leicester Tigers                            | The Gnoll, Neath Widzów: 6 835 Sędzia: David McHugh |
| 11 października 200219:30 | Dave Tiueti 5 (P) Lee Jarvis 11 (pd 3K) | 16:16(13:6) | Austin Healey 5 (P) Tim Stimpson 11 (pd 3K) | The Gnoll, Neath Widzów: 6 835 Sędzia: David McHugh |

| 12 października 200214:30 | Calvisano                                     | 16:32(3:17) | Béziers                                                                                            | Stadio San Michele, Calvisano Widzów: 1 100 Sędzia: Dave Pearson |
| 12 października 200214:30 | Andrea De Rossi 5 (P) Paul Griffen 11 (pd 3K) | 16:32(3:17) | Gonzalo Quesada 9 (3pd K) Philippe Escalle 10 (2P) Pierre Mignoni 8 (P dg) Sébastien Bonetti 5 (P) | Stadio San Michele, Calvisano Widzów: 1 100 Sędzia: Dave Pearson |

| 19 października 200215:00 | Leicester Tigers | 63:0(25:0) | Calvisano | Welford Road, Leicester Widzów: 14 525 Sędzia: Nigel Owens |
| 19 października 200215:00 | Austin Healey 5 (pd K) Geordan Murphy 12 (2P pd) Martin Corry 5 (P) Neil Back 10 (2P) Perry Freshwater 5 (P) Steve Booth 15 (3P) Tim Stimpson 6 (3pd) Tom Tierney 5 (P) | 63:0(25:0) |           | Welford Road, Leicester Widzów: 14 525 Sędzia: Nigel Owens |
| 19 października 200215:00 | Andrea De Rossi | 63:0(25:0) |           | Welford Road, Leicester Widzów: 14 525 Sędzia: Nigel Owens |

| 19 października 200219:00 | Béziers                    | 21:16(12:9) | Neath                                        | Stade de la Méditerranée, Béziers Widzów: 6 000 Sędzia: Marco Salera |
| 19 października 200219:00 | Gonzalo Quesada 21 (dg 6K) | 21:16(12:9) | Alfie Mocelutu 5 (P) Shaun Connor 11 (pd 3K) | Stade de la Méditerranée, Béziers Widzów: 6 000 Sędzia: Marco Salera |

| 7 grudnia 200214:30 | Calvisano                                                                                           | 38:29(5:22) | Neath                                                                               | Stadio San Michele, Calvisano Widzów: 2 500 Sędzia: Dave Pearson |
| 7 grudnia 200214:30 | Eugenio Trecate 5 (P) Giampiero de Carli 5 (P) Massimo Ravazzolo 10 (2P) Vincenzo Zullo 18 (3pd 4K) | 38:29(5:22) | Barry Williams 5 (P) James Storey 5 (P) Lee Jarvis 9 (3pd K) Rowland Phillips 5 (P) | Stadio San Michele, Calvisano Widzów: 2 500 Sędzia: Dave Pearson |
| 7 grudnia 200214:30 | Rowland Phillips                                                                                    | 38:29(5:22) |                                                                                     | Stadio San Michele, Calvisano Widzów: 2 500 Sędzia: Dave Pearson |

| 8 grudnia 200215:00 | Béziers                                           | 12:24(6:3) | Leicester Tigers                                                              | Stade de la Méditerranée, Béziers Widzów: 8 000 Sędzia: Alan Lewis |
| 8 grudnia 200215:00 | Gonzalo Quesada 3 (K) Jean-Frédéric Dubois 9 (3K) | 12:24(6:3) | Geordan Murphy 11 (pd 3K) Leon Lloyd 5 (P) Ollie Smith 5 (P) Rod Kafer 3 (dg) | Stade de la Méditerranée, Béziers Widzów: 8 000 Sędzia: Alan Lewis |
| 8 grudnia 200215:00 | Angus Gardiner · Tariel Ratianidze                | 12:24(6:3) | Freddie Tuilagi                                                               | Stade de la Méditerranée, Béziers Widzów: 8 000 Sędzia: Alan Lewis |

| 14 grudnia 200214:30 | Neath | 56:10(18:10) | Calvisano                                  | The Gnoll, Neath Widzów: 3 000 Sędzia: Eric Darriere |
| 14 grudnia 200214:30 | Adrian Durston 5 (P) Kevin James 10 (2P) Lee Jarvis 11 (4pd K) Shaun Connor 5 (P) Steve Jones 5 (P) Steve Tandy 15 (3P) | 56:10(18:10) | Apenise Vodo 5 (P) Vincenzo Zullo 5 (pd K) | The Gnoll, Neath Widzów: 3 000 Sędzia: Eric Darriere |
| 14 grudnia 200214:30 | Giampiero de Carli · Paul Griffen · Wayne Boardman · Daniele Davo                                                       | 56:10(18:10) |                                            | The Gnoll, Neath Widzów: 3 000 Sędzia: Eric Darriere |

| 14 grudnia 200214:45 | Leicester Tigers | 53:10(20:3) | Béziers                                       | Welford Road, Leicester Widzów: 15 444 Sędzia: Nigel Williams |
| 14 grudnia 200214:45 | Dorian West 5 (P) Freddie Tuilagi 15 (3P) Geordan Murphy 18 (P 5pd K) Louis Deacon 5 (P) Rod Kafer 5 (P) Sam Vesty 5 (P) | 53:10(20:3) | Gonzalo Quesada 5 (pd K) Vano Nadiradze 5 (P) | Welford Road, Leicester Widzów: 15 444 Sędzia: Nigel Williams |

| 11 stycznia 200314:30 | Calvisano                                                      | 22:40(3:26) | Leicester Tigers                                                                                         | Stadio San Michele, Calvisano Widzów: 3 000 Sędzia: Gregg Davies |
| 11 stycznia 200314:30 | Chean Roux 5 (P) Gerard Fraser 7 (2pd K) Paolo Vaccari 10 (2P) | 22:40(3:26) | Franck Tournaire 5 (P) George Chuter 5 (P) Harry Ellis 10 (2P) Steve Booth 5 (P) Tim Stimpson 15 (P 5pd) | Stadio San Michele, Calvisano Widzów: 3 000 Sędzia: Gregg Davies |
| 11 stycznia 200314:30 | Luca Mastrodomenico                                            | 22:40(3:26) | Harry Ellis                                                                                              | Stadio San Michele, Calvisano Widzów: 3 000 Sędzia: Gregg Davies |

| 13 stycznia 200318:45 | Neath                                                           | 23:18(13:10) | Béziers                                                                               | The Gnoll, Neath Widzów: 3 000 Sędzia: Roy Maybank |
| 13 stycznia 200318:45 | Alfie Mocelutu 5 (P) Gareth Morris 5 (P) Lee Jarvis 13 (2pd 3K) | 23:18(13:10) | Gonzalo Quesada 5 (pd K) Jean-Marc Aue 5 (P) Karim Ghezal 5 (P) Pierre Mignoni 3 (dg) | The Gnoll, Neath Widzów: 3 000 Sędzia: Roy Maybank |
| 13 stycznia 200318:45 | Frederic Gommard                                                | 23:18(13:10) |                                                                                       | The Gnoll, Neath Widzów: 3 000 Sędzia: Roy Maybank |

| 18 stycznia 200315:00 | Leicester Tigers                                                                                     | 36:11(21:8) | Neath                                      | Welford Road, Leicester Widzów: 16 845 Sędzia: Alain Rolland |
| 18 stycznia 200315:00 | Ben Kay 5 (P) Geordan Murphy 5 (P) Jamie Hamilton 5 (P) Josh Kronfeld 5 (P) Tim Stimpson 16 (2pd 4K) | 36:11(21:8) | Shane Williams 5 (P) Shaun Connor 6 (dg K) | Welford Road, Leicester Widzów: 16 845 Sędzia: Alain Rolland |

| 18 stycznia 200318:00 | Béziers                                         | 16:19(13:6) | Calvisano                                       | Stade de la Méditerranée, Béziers Widzów: 800 Sędzia: Simon McDowell |
| 18 stycznia 200318:00 | Gonzalo Quesada 11 (pd 3K) Vano Nadiradze 5 (P) | 16:19(13:6) | Emiliano Mulieri 5 (P) Gerard Fraser 14 (pd 4K) | Stade de la Méditerranée, Béziers Widzów: 800 Sędzia: Simon McDowell |
| 18 stycznia 200318:00 | Jordi Selua                                     | 16:19(13:6) |                                                 | Stade de la Méditerranée, Béziers Widzów: 800 Sędzia: Simon McDowell |

### Grupa B
| 12 października 200215:00 | Gloucester                                                          | 35:16(16:9) | Munster                                      | Kingsholm Stadium, Gloucester Widzów: 11 200 Sędzia: Joël Dumé |
| 12 października 200215:00 | Jake Boer 10 (2P) Ludovic Mercier 20 (P 3pd 3K) Marcel Garvey 5 (P) | 35:16(16:9) | Peter Stringer 5 (P) Ronan O’Gara 11 (pd 3K) | Kingsholm Stadium, Gloucester Widzów: 11 200 Sędzia: Joël Dumé |
| 12 października 200215:00 | Frankie Sheahan                                                     | 35:16(16:9) |                                              | Kingsholm Stadium, Gloucester Widzów: 11 200 Sędzia: Joël Dumé |

| 12 października 200219:30 | Perpignan | 46:27(15:6) | Viadana                                                                            | Stade Aimé Giral, Perpignan Widzów: 3 500 Sędzia: Iain Ramage |
| 12 października 200219:30 | Benoit Bellot 2 (pd) Bernard Goutta 5 (P) Christophe Manas 5 (P) Manny Edmonds 5 (P) Nicolas Couttet 5 (P) Nicolas Laharrague 14 (P 3pd K) Pascal Bomati 5 (P) Sylvain Deroeux 5 (P) | 46:27(15:6) | Aaron Persico 5 (P) Casper Steyn 12 (3pd 2K) Gordon Frasca 5 (P) Paolo Spina 5 (P) | Stade Aimé Giral, Perpignan Widzów: 3 500 Sędzia: Iain Ramage |

| 18 października 200220:45 | Viadana                                                                                     | 28:80(14:45) | Gloucester | Stadio Luigi Zaffanella, Viadana Widzów: 2 000 Sędzia: Simon McDowell |
| 18 października 200220:45 | Casper Steyn 14 (2P 2pd) Gordon Frasca 5 (P) Mattia Dolcetto 5 (P) Roberto Pedrazzi 4 (2pd) | 28:80(14:45) | Henry Paul 10 (2P) Jake Boer 5 (P) James Forrester 5 (P) James Simpson-Daniel 15 (3P) Ludovic Mercier 20 (10pd) Marcel Garvey 5 (P) Rodrigo Roncero 5 (P) Terry Fanolua 15 (3P) | Stadio Luigi Zaffanella, Viadana Widzów: 2 000 Sędzia: Simon McDowell |
| 18 października 200220:45 | Rodrigo Roncero                                                                             | 28:80(14:45) | | Stadio Luigi Zaffanella, Viadana Widzów: 2 000 Sędzia: Simon McDowell |

| 19 października 200215:00 | Munster                                                                       | 30:21(17:14) | Perpignan                                                                                   | Thomond Park, Limerick Widzów: 12 000 Sędzia: Tony Spreadbury |
| 19 października 200215:00 | Alan Quinlan 5 (P) John Hayes 5 (P) John Kelly 5 (P) Ronan O’Gara 15 (3pd 3K) | 30:21(17:14) | Benoit Bellot 4 (2pd) Manny Edmonds 7 (P pd) Nicolas Couttet 5 (P) Nicolas Laharrague 5 (P) | Thomond Park, Limerick Widzów: 12 000 Sędzia: Tony Spreadbury |
| 19 października 200215:00 | Alex Moreno · John Daniell · Renaud Peillard                                  | 30:21(17:14) |                                                                                             | Thomond Park, Limerick Widzów: 12 000 Sędzia: Tony Spreadbury |

| 6 grudnia 200219:30 | Munster | 64:0(29:0) | Viadana | Musgrave Park, Cork Widzów: 6 500 Sędzia: Hugh Watkins |
| 6 grudnia 200219:30 | Anthony Foley 10 (2P) Anthony Horgan 5 (P) Frankie Sheahan 5 (P) Jason Holland 5 (P) Mike Prendergast 5 (P) Paul O’Connell 5 (P) Ronan O’Gara 24 (P 8pd K) | 64:0(29:0) |         | Musgrave Park, Cork Widzów: 6 500 Sędzia: Hugh Watkins |
| 6 grudnia 200219:30 | Richard Denhardt | 64:0(29:0) |         | Musgrave Park, Cork Widzów: 6 500 Sędzia: Hugh Watkins |

| 8 grudnia 200213:15 | Gloucester                                          | 33:16(16:3) | Perpignan                                             | Kingsholm Stadium, Gloucester Widzów: 8 112 Sędzia: Nigel Williams |
| 8 grudnia 200213:15 | Ludovic Mercier 23 (P 3pd 4K) Marcel Garvey 10 (2P) | 33:16(16:3) | Manny Edmonds 11 (pd 3K) Rimas Alvarez Kairelis 5 (P) | Kingsholm Stadium, Gloucester Widzów: 8 112 Sędzia: Nigel Williams |
| 8 grudnia 200213:15 | Renaud Peillard                                     | 33:16(16:3) |                                                       | Kingsholm Stadium, Gloucester Widzów: 8 112 Sędzia: Nigel Williams |

| 14 grudnia 200215:00 | Perpignan                                                           | 31:23(23:6) | Gloucester                                    | Stade Aimé Giral, Perpignan Widzów: 8 000 Sędzia: David McHugh |
| 14 grudnia 200215:00 | Manny Edmonds 21 (P 2pd 4K) Nicolas Mas 5 (P) Pascal Giordani 5 (P) | 31:23(23:6) | Jake Boer 5 (P) Ludovic Mercier 18 (P 2pd 3K) | Stade Aimé Giral, Perpignan Widzów: 8 000 Sędzia: David McHugh |
| 14 grudnia 200215:00 | Pascal Giordani                                                     | 31:23(23:6) |                                               | Stade Aimé Giral, Perpignan Widzów: 8 000 Sędzia: David McHugh |

| 14 grudnia 200218:00 | Viadana                                                                                               | 22:55(3:29) | Munster | Stadio Luigi Zaffanella, Viadana Widzów: 2 000 Sędzia: Andy Ireland |
| 14 grudnia 200218:00 | Casper Steyn 5 (pd K) Harley Crane 5 (P) Paul Roux 5 (P) Roberto Pedrazzi 5 (P) Ryan Pickering 2 (pd) | 22:55(3:29) | Alan Quinlan 10 (2P) Anthony Foley 5 (P) Frankie Sheahan 10 (2P) Jason Holland 10 (2P) John Kelly 5 (P) Mike Mullins 5 (P) Ronan O’Gara 10 (5pd) | Stadio Luigi Zaffanella, Viadana Widzów: 2 000 Sędzia: Andy Ireland |
| 14 grudnia 200218:00 | Lee Lidgard · Mattia Dolcetto                                                                         | 22:55(3:29) | | Stadio Luigi Zaffanella, Viadana Widzów: 2 000 Sędzia: Andy Ireland |

| 11 stycznia 200315:00 | Gloucester | 64:16(19:6) | Viadana                   | Kingsholm Stadium, Gloucester Widzów: 8 271 Sędzia: Franck Maciello |
| 11 stycznia 200315:00 | Chris Collins 5 (P) James Forrester 5 (P) James Simpson-Daniel 5 (P) Junior Paramore 10 (2P) Ludovic Mercier 14 (7pd) Marcel Garvey 5 (P) Olivier Azam 5 (P) Robert Todd 10 (2P) Tom Beim 5 (P) | 64:16(19:6) | Casper Steyn 16 (P pd 3K) | Kingsholm Stadium, Gloucester Widzów: 8 271 Sędzia: Franck Maciello |
| 11 stycznia 200315:00 | Paul Roux | 64:16(19:6) |                           | Kingsholm Stadium, Gloucester Widzów: 8 271 Sędzia: Franck Maciello |

| 11 stycznia 200315:00 | Perpignan | 23:8(13:8) | Munster                                | Stade Aimé Giral, Perpignan Widzów: 8 000 Sędzia: Nigel Williams |
| 11 stycznia 200315:00 | Frédéric Cermeno 5 (P) Grégory Le Corvec 5 (P) Manny Edmonds 3 (K) Pascal Giordani 5 (P) Rimas Alvarez Kairelis 5 (P) | 23:8(13:8) | Anthony Foley 5 (P) Ronan O’Gara 3 (K) | Stade Aimé Giral, Perpignan Widzów: 8 000 Sędzia: Nigel Williams |
| 11 stycznia 200315:00 | Bernard Goutta | 23:8(13:8) |                                        | Stade Aimé Giral, Perpignan Widzów: 8 000 Sędzia: Nigel Williams |

| 18 stycznia 200314:45 | Munster                                                                               | 33:6(16:6) | Gloucester             | Thomond Park, Limerick Widzów: 13 300 Sędzia: Joël Jutge |
| 18 stycznia 200314:45 | John Kelly 10 (2P) Mick O’Driscoll 5 (P) Mossie Lawlor 5 (P) Ronan O’Gara 13 (2pd 3K) | 33:6(16:6) | Ludovic Mercier 6 (2K) | Thomond Park, Limerick Widzów: 13 300 Sędzia: Joël Jutge |
| 18 stycznia 200314:45 | Olivier Azam · Peter Buxton                                                           | 33:6(16:6) |                        | Thomond Park, Limerick Widzów: 13 300 Sędzia: Joël Jutge |

| 18 stycznia 200315:00 | Viadana                                                                                   | 35:39(11:29) | Perpignan | Stadio Luigi Zaffanella, Viadana Widzów: 1 000 Sędzia: Roy Maybank |
| 18 stycznia 200315:00 | Casper Steyn 20 (P 3pd 3K) Cristian Bezzi 5 (P) Harley Crane 5 (P) Matthew Phillips 5 (P) | 35:39(11:29) | Jean-Marc Souverbie 5 (P) Manny Edmonds 14 (4pd 2K) Marc Dal Maso 5 (P) Pascal Bomati 5 (P) Pascal Giordani 5 (P) | Stadio Luigi Zaffanella, Viadana Widzów: 1 000 Sędzia: Roy Maybank |

### Grupa C
| 11 października 200219:45 | Sale Sharks                                                   | 18:24(15:10) | Bourgoin-Jallieu                                                    | Heywood Road, Sale Widzów: 5 007 Sędzia: Nigel Williams |
| 11 października 200219:45 | Jason Robinson 5 (P) Nick Walshe 8 (pd 2K) Steve Hanley 5 (P) | 18:24(15:10) | Alexandre Peclier 3 (K) Benjamin Boyet 6 (3pd) Pierre Caillet 5 (P) | Heywood Road, Sale Widzów: 5 007 Sędzia: Nigel Williams |
| 11 października 200219:45 | Jason Robinson                                                | 18:24(15:10) | William Bonet                                                       | Heywood Road, Sale Widzów: 5 007 Sędzia: Nigel Williams |

| 12 października 200214:30 | Scarlets                                                                                              | 45:15(11:10) | Glasgow Rugby                                                 | Stradey Park, Llanelli Widzów: 5 784 Sędzia: Giulio De Santis |
| 12 października 200214:30 | Dwayne Peel 10 (2P) Garan Evans 5 (P) Ian Boobyer 5 (P) Martyn Madden 5 (P) Stephen Jones 17 (4pd 3K) | 45:15(11:10) | Donnie Macfadyen 5 (P) Jason White 5 (P) Tommy Hayes 5 (pd K) | Stradey Park, Llanelli Widzów: 5 784 Sędzia: Giulio De Santis |
| 12 października 200214:30 | Robin McBryde                                                                                         | 45:15(11:10) | Lee Harrison                                                  | Stradey Park, Llanelli Widzów: 5 784 Sędzia: Giulio De Santis |

| 18 października 200219:30 | Bourgoin-Jallieu | 54:38(30:25) | Scarlets                                      | Stade Pierre Rajon, Bourgoin-Jallieu Widzów: 8 300 Sędzia: Iain Ramage |
| 18 października 200219:30 | Alexandre Peclier 8 (P dg) Benjamin Boyet 26 (4pd 6K) Eremodo Tuni 5 (P) Glenn Davis 5 (P) Jean-Francois Coux 5 (P) Pierre Caillet 5 (P) | 54:38(30:25) | Martyn Madden 5 (P) Stephen Jones 28 (2pd 8K) | Stade Pierre Rajon, Bourgoin-Jallieu Widzów: 8 300 Sędzia: Iain Ramage |
| 18 października 200219:30 | Salesi Finau | 54:38(30:25) |                                               | Stade Pierre Rajon, Bourgoin-Jallieu Widzów: 8 300 Sędzia: Iain Ramage |

| 18 października 200219:30 | Glasgow Rugby                                              | 26:14(16:8) | Sale Sharks                               | Hughenden, Glasgow Widzów: 5 283 Sędzia: Didier Mené |
| 18 października 200219:30 | Jason White 5 (P) Jon Petrie 5 (P) Tommy Hayes 16 (2pd 4K) | 26:14(16:8) | Nick Walshe 9 (3K) Stuart Pinkerton 5 (P) | Hughenden, Glasgow Widzów: 5 283 Sędzia: Didier Mené |

| 6 grudnia 200219:45 | Sale Sharks                                                                | 19:30(19:15) | Scarlets                                                                                                 | Heywood Road, Sale Widzów: 5 700 Sędzia: Joël Jutge |
| 6 grudnia 200219:45 | Jim Thorp 5 (P) Jos Baxendell 4 (2pd) Mark Cueto 5 (P) Vaughan Going 5 (P) | 19:30(19:15) | Garan Evans 5 (P) Martyn Madden 5 (P) Robin McBryde 5 (P) Scott Quinnell 5 (P) Stephen Jones 10 (2pd 2K) | Heywood Road, Sale Widzów: 5 700 Sędzia: Joël Jutge |
| 6 grudnia 200219:45 | Iain Fullarton                                                             | 19:30(19:15) | Dafydd Jones                                                                                             | Heywood Road, Sale Widzów: 5 700 Sędzia: Joël Jutge |

| 8 grudnia 200215:00 | Bourgoin-Jallieu                                                               | 35:21(19:7) | Glasgow Rugby                                                    | Stade Pierre Rajon, Bourgoin-Jallieu Widzów: 8 500 Sędzia: Chris White |
| 8 grudnia 200215:00 | Alexandre Peclier 20 (2P 2pd 2K) Eremodo Tuni 10 (2P) Jean-Francois Coux 5 (P) | 35:21(19:7) | Calvin Howarth 11 (P 3pd) Gordon Simpson 5 (P) Nathan Ross 5 (P) | Stade Pierre Rajon, Bourgoin-Jallieu Widzów: 8 500 Sędzia: Chris White |
| 8 grudnia 200215:00 | Pascal Papé                                                                    | 35:21(19:7) |                                                                  | Stade Pierre Rajon, Bourgoin-Jallieu Widzów: 8 500 Sędzia: Chris White |

| 13 grudnia 200219:30 | Glasgow Rugby                                                  | 13:12(10:3) | Bourgoin-Jallieu          | Hughenden, Glasgow Widzów: 2 867 Sędzia: Giulio De Santis |
| 13 grudnia 200219:30 | Calvin Howarth 3 (K) Glenn Metcalfe 5 (P) Tommy Hayes 5 (pd K) | 13:12(10:3) | Alexandre Peclier 12 (4K) | Hughenden, Glasgow Widzów: 2 867 Sędzia: Giulio De Santis |
| 13 grudnia 200219:30 | Thibaud Mazet                                                  | 13:12(10:3) |                           | Hughenden, Glasgow Widzów: 2 867 Sędzia: Giulio De Santis |

| 13 grudnia 200219:30 | Scarlets                                 | 17:12(9:12) | Sale Sharks                                                | Stradey Park, Llanelli Widzów: 7 182 Sędzia: Alain Rolland |
| 13 grudnia 200219:30 | David Hodges 5 (P) Stephen Jones 12 (4K) | 17:12(9:12) | Apollo Perelini 5 (P) Graeme Bond 5 (P) Nick Walshe 2 (pd) | Stradey Park, Llanelli Widzów: 7 182 Sędzia: Alain Rolland |

| 10 stycznia 200319:30 | Scarlets                                                                                | 37:22(23:7) | Bourgoin-Jallieu                                                                                | Stradey Park, Llanelli Widzów: 8 421 Sędzia: David McHugh |
| 10 stycznia 200319:30 | Dwayne Peel 5 (P) Garan Evans 10 (2P) Scott Quinnell 5 (P) Stephen Jones 17 (4pd dg 2K) | 37:22(23:7) | Alexandre Peclier 9 (P 2pd) Benjamin Boyet 3 (dg) Federico Pucciariello 5 (P) Glenn Davis 5 (P) | Stradey Park, Llanelli Widzów: 8 421 Sędzia: David McHugh |
| 10 stycznia 200319:30 | Robin McBryde                                                                           | 37:22(23:7) |                                                                                                 | Stradey Park, Llanelli Widzów: 8 421 Sędzia: David McHugh |

| 10 stycznia 200319:45 | Sale Sharks | 45:3(17:3) | Glasgow Rugby     | Heywood Road, Sale Widzów: 3 967 Sędzia: Nigel Owens |
| 10 stycznia 200319:45 | Andy Titterrell 5 (P) Charlie Hodgson 20 (P 6pd K) Jason Robinson 5 (P) Mark Cueto 5 (P) Steve Hanley 5 (P) Vaughan Going 5 (P) | 45:3(17:3) | Tommy Hayes 3 (K) | Heywood Road, Sale Widzów: 3 967 Sędzia: Nigel Owens |
| 10 stycznia 200319:45 | Dean Schofield | 45:3(17:3) | Jon Petrie        | Heywood Road, Sale Widzów: 3 967 Sędzia: Nigel Owens |

| 17 stycznia 200319:30 | Glasgow Rugby     | 8:34(3:29) | Scarlets                                                                           | Hughenden, Glasgow Widzów: 3 207 Sędzia: Tony Spreadbury |
| 17 stycznia 200319:30 | Tommy Hayes 3 (K) | 8:34(3:29) | Barry Davies 5 (P) Garan Evans 15 (3P) Martyn Madden 5 (P) Stephen Jones 9 (P 2pd) | Hughenden, Glasgow Widzów: 3 207 Sędzia: Tony Spreadbury |

| 18 stycznia 200315:00 | Bourgoin-Jallieu | 43:15(31:3) | Sale Sharks                                                                                 | Stade Pierre Rajon, Bourgoin-Jallieu Widzów: 7 000 Sędzia: Donal Courtney |
| 18 stycznia 200315:00 | Alexandre Peclier 18 (3pd 2dg 2K) Anthony Forest 10 (2P) Julien Bonnaire 5 (P) Mickaël Forest 5 (P) Noël Curnier 5 (P) | 43:15(31:3) | Apollo Perelini 5 (P) Charlie Hodgson 3 (K) Richard Wigglesworth 2 (pd) Richard Wilks 5 (P) | Stade Pierre Rajon, Bourgoin-Jallieu Widzów: 7 000 Sędzia: Donal Courtney |

### Grupa D
| 11 października 200219:35 | Leinster                                                                               | 29:23(19:6) | Bristol Shoguns                                   | Donnybrook Stadium, Dublin Widzów: 6 000 Sędzia: Andy Ireland |
| 11 października 200219:35 | Brian O’Meara 16 (2pd 4K) Denis Hickie 5 (P) Gordon D’Arcy 3 (K) Victor Costello 5 (P) | 29:23(19:6) | Daryl Gibson 5 (P) Felipe Contepomi 18 (P 2pd 3K) | Donnybrook Stadium, Dublin Widzów: 6 000 Sędzia: Andy Ireland |
| 11 października 200219:35 | Alex Brown · Paul Johnstone                                                            | 29:23(19:6) |                                                   | Donnybrook Stadium, Dublin Widzów: 6 000 Sędzia: Andy Ireland |

| 12 października 200219:30 | Montferrand | 47:12(23:3) | Swansea              | Stade Marcel-Michelin, Clermont-Ferrand Widzów: 9 000 Sędzia: Donal Courtney |
| 12 października 200219:30 | Elvis Vermeulen 5 (P) Jimmy Marlu 5 (P) Olivier Magne 10 (2P) Richard Cockerill 5 (P) Sebastian Bozzi 5 (P) Sébastien Viars 14 (4pd dg K) Xavier Sadourny 3 (dg) | 47:12(23:3) | Gavin Henson 12 (4K) | Stade Marcel-Michelin, Clermont-Ferrand Widzów: 9 000 Sędzia: Donal Courtney |
| 12 października 200219:30 | Dan Dorsey · Dean Thomas | 47:12(23:3) |                      | Stade Marcel-Michelin, Clermont-Ferrand Widzów: 9 000 Sędzia: Donal Courtney |

| 19 października 200215:00 | Bristol Shoguns                                 | 24:19(9:0) | Montferrand                                                                                         | Memorial Stadium, Bristol Widzów: 4 607 Sędzia: Nigel Whitehouse |
| 19 października 200215:00 | Felipe Contepomi 19 (P pd 4K) Shane Drahm 5 (P) | 24:19(9:0) | David Bory 5 (P) Gérald Merceron 2 (pd) Gregory Sudre 5 (P) Tony Marsh 5 (P) Xavier Sadourny 2 (pd) | Memorial Stadium, Bristol Widzów: 4 607 Sędzia: Nigel Whitehouse |

| 19 października 200219:30 | Swansea                                | 10:51(3:37) | Leinster | St. Helens Ground, Swansea Widzów: 3 500 Sędzia: Joël Jutge |
| 19 października 200219:30 | Arwel Thomas 5 (pd K) Steve Winn 5 (P) | 10:51(3:37) | Aidan McCullen 5 (P) Brian O’Driscoll 10 (2P) Brian O’Meara 16 (2pd 4K) Christian Warner 3 (dg) Gordon D’Arcy 17 (3P pd) | St. Helens Ground, Swansea Widzów: 3 500 Sędzia: Joël Jutge |

| 7 grudnia 200214:30 | Swansea                                                                                  | 26:19(9:9) | Bristol Shoguns               | St. Helens Ground, Swansea Widzów: 3 200 Sędzia: Giulio De Santis |
| 7 grudnia 200214:30 | Arwel Thomas 7 (2pd K) Colin Charvis 5 (P) Gavin Henson 9 (dg 2K) Matthew Robinson 5 (P) | 26:19(9:9) | Felipe Contepomi 19 (P pd 4K) | St. Helens Ground, Swansea Widzów: 3 200 Sędzia: Giulio De Santis |
| 7 grudnia 200214:30 | Darren Crompton · Ross Beattie                                                           | 26:19(9:9) |                               | St. Helens Ground, Swansea Widzów: 3 200 Sędzia: Giulio De Santis |

| 7 grudnia 200215:00 | Montferrand                                  | 20:23(12:9) | Leinster                                                         | Stade Marcel-Michelin, Clermont-Ferrand Widzów: 10 000 Sędzia: Paul Adams |
| 7 grudnia 200215:00 | Gérald Merceron 15 (5K) Raphael Chanal 5 (P) | 20:23(12:9) | Brian O’Meara 13 (2pd 3K) Denis Hickie 5 (P) Gordon D’Arcy 5 (P) | Stade Marcel-Michelin, Clermont-Ferrand Widzów: 10 000 Sędzia: Paul Adams |

| 13 grudnia 200219:35 | Leinster              | 12:9(6:6) | Montferrand            | Donnybrook Stadium, Dublin Widzów: 7 500 Sędzia: Chris White |
| 13 grudnia 200219:35 | Brian O’Meara 12 (4K) | 12:9(6:6) | Gérald Merceron 9 (3K) | Donnybrook Stadium, Dublin Widzów: 7 500 Sędzia: Chris White |

| 15 grudnia 200215:00 | Bristol Shoguns                                                                      | 41:23(26:3) | Swansea                                                           | Memorial Stadium, Bristol Widzów: 4 327 Sędzia: Simon McDowell |
| 15 grudnia 200215:00 | Agustín Pichot 5 (P) Andy Higgins 5 (P) Daryl Gibson 15 (3P) Shane Drahm 16 (2pd 4K) | 41:23(26:3) | Andrew Farley 5 (P) Arwel Thomas 10 (P pd K) Gavin Henson 8 (P K) | Memorial Stadium, Bristol Widzów: 4 327 Sędzia: Simon McDowell |

| 10 stycznia 200319:35 | Leinster | 48:19(20:6) | Swansea                      | Donnybrook Stadium, Dublin Widzów: 7 500 Sędzia: Nigel Owens |
| 10 stycznia 200319:35 | Aidan McCullen 5 (P) Brian O’Meara 8 (pd 2K) Denis Hickie 15 (3P) Des Dillon 5 (P) Gordon D’Arcy 5 (P) Keith Gleeson 5 (P) Victor Costello 5 (P) | 48:19(20:6) | Gavin Henson 19 (P pd dg 3K) | Donnybrook Stadium, Dublin Widzów: 7 500 Sędzia: Nigel Owens |
| 10 stycznia 200319:35 | Chris Wells · Colin Charvis | 48:19(20:6) |                              | Donnybrook Stadium, Dublin Widzów: 7 500 Sędzia: Nigel Owens |

| 12 stycznia 200315:00 | Montferrand | 22:30(19:10) | Bristol Shoguns                                                          | Stade Marcel-Michelin, Clermont-Ferrand Widzów: 7 000 Sędzia: Iain Ramage |
| 12 stycznia 200315:00 | Elvis Vermeulen 5 (P) Eric Lecomte 5 (P) Lionel Vaitanaki 5 (P) Sébastien Viars 4 (2pd) Xavier Sadourny 3 (dg) | 22:30(19:10) | Brendon Daniel 10 (2P) Felipe Contepomi 15 (3pd 3K) Jamie Williams 5 (P) | Stade Marcel-Michelin, Clermont-Ferrand Widzów: 7 000 Sędzia: Iain Ramage |
| 12 stycznia 200315:00 | David Bory | 22:30(19:10) | Garath Archer                                                            | Stade Marcel-Michelin, Clermont-Ferrand Widzów: 7 000 Sędzia: Iain Ramage |

| 18 stycznia 200315:00 | Swansea                                  | 19:24(9:12) | Montferrand                                                       | St. Helens Ground, Swansea Widzów: 3 000 Sędzia: Gregg Davies |
| 18 stycznia 200315:00 | Arwel Thomas 14 (pd 4K) Steve Winn 5 (P) | 19:24(9:12) | Gérald Merceron 14 (pd 4K) Jimmy Marlu 5 (P) Johnny Ngauamo 5 (P) | St. Helens Ground, Swansea Widzów: 3 000 Sędzia: Gregg Davies |
| 18 stycznia 200315:00 | Sebastian Bozzi                          | 19:24(9:12) |                                                                   | St. Helens Ground, Swansea Widzów: 3 000 Sędzia: Gregg Davies |

| 19 stycznia 200313:45 | Bristol Shoguns                                                    | 12:25(12:17) | Leinster                                                                                | Memorial Stadium, Bristol Widzów: 7 013 Sędzia: Nigel Owens |
| 19 stycznia 200313:45 | David Rees 5 (P) Felipe Contepomi 2 (pd) Philip Christophers 5 (P) | 12:25(12:17) | Aidan McCullen 10 (2P) Brian O’Driscoll 5 (P) Brian O’Meara 5 (pd K) Shane Horgan 5 (P) | Memorial Stadium, Bristol Widzów: 7 013 Sędzia: Nigel Owens |
| 19 stycznia 200313:45 | Felipe Contepomi                                                   | 12:25(12:17) | Aidan McCullen                                                                          | Memorial Stadium, Bristol Widzów: 7 013 Sędzia: Nigel Owens |

### Grupa E
| 11 października 200219:30 | Edynburg                                                          | 27:17(16:9) | Newport                                  | Meadowbank Stadium, Edynburg Widzów: 4 358 Sędzia: Didier Mené |
| 11 października 200219:30 | Brendan Laney 19 (P pd 4K) Duncan Hodge 3 (K) Martin Leslie 5 (P) | 27:17(16:9) | Jason Strange 12 (4K) Ofisa Tonu’u 5 (P) | Meadowbank Stadium, Edynburg Widzów: 4 358 Sędzia: Didier Mené |
| 11 października 200219:30 | Simon Taylor                                                      | 27:17(16:9) | Rod Snow                                 | Meadowbank Stadium, Edynburg Widzów: 4 358 Sędzia: Didier Mené |

| 12 października 200215:00 | Tuluza                                                                                               | 28:23(11:12) | London Irish                                 | Stade Ernest-Wallon, Tuluza Widzów: 8 000 Sędzia: Nigel Whitehouse |
| 12 października 200215:00 | Frédéric Michalak 3 (K) Isitolo Maka 5 (P) Jean-Baptiste Élissalde 10 (2pd 2K) Vincent Clerc 10 (2P) | 28:23(11:12) | Barry Everitt 18 (2dg 4K) Nick Burrows 5 (P) | Stade Ernest-Wallon, Tuluza Widzów: 8 000 Sędzia: Nigel Whitehouse |
| 12 października 200215:00 | Brendan Venter                                                                                       | 28:23(11:12) |                                              | Stade Ernest-Wallon, Tuluza Widzów: 8 000 Sędzia: Nigel Whitehouse |

| 18 października 200219:30 | Newport                                      | 19:34(19:14) | Tuluza | Rodney Parade, Newport Widzów: 6 730 Sędzia: Chris White |
| 18 października 200219:30 | Jason Forster 5 (P) Jason Strange 14 (pd 4K) | 19:34(19:14) | Cedric Heymans 5 (P) Christian Labit 5 (P) Fabien Pelous 5 (P) Jean-Baptiste Élissalde 11 (4pd K) Yann Delaigue 8 (P K) | Rodney Parade, Newport Widzów: 6 730 Sędzia: Chris White |
| 18 października 200219:30 | Jason Forster                                | 19:34(19:14) | | Rodney Parade, Newport Widzów: 6 730 Sędzia: Chris White |

| 20 października 200215:00 | London Irish                                                         | 24:8(18:5) | Edynburg                                | Madejski Stadium, Reading Widzów: 6 606 Sędzia: Antonio Lombardi |
| 20 października 200215:00 | Barry Everitt 14 (pd dg 3K) Darren Edwards 5 (P) Michael Horak 5 (P) | 24:8(18:5) | Allan Jacobsen 5 (P) Duncan Hodge 3 (K) | Madejski Stadium, Reading Widzów: 6 606 Sędzia: Antonio Lombardi |
| 20 października 200215:00 | Kieron Dawson · Simon Halford                                        | 24:8(18:5) | Todd Blackadder                         | Madejski Stadium, Reading Widzów: 6 606 Sędzia: Antonio Lombardi |

| 6 grudnia 200214:45 | Edynburg             | 9:30(6:3) | Tuluza                                                                                        | Meadowbank Stadium, Edynburg Widzów: 4 372 Sędzia: David McHugh |
| 6 grudnia 200214:45 | Brendan Laney 9 (3K) | 9:30(6:3) | Fabien Pelous 5 (P) Frédéric Michalak 8 (P K) Vincent Clerc 5 (P) Yann Delaigue 12 (3pd dg K) | Meadowbank Stadium, Edynburg Widzów: 4 372 Sędzia: David McHugh |
| 6 grudnia 200214:45 | Allan Jacobsen       | 9:30(6:3) |                                                                                               | Meadowbank Stadium, Edynburg Widzów: 4 372 Sędzia: David McHugh |

| 7 grudnia 200214:30 | Newport                                      | 16:12(6:9) | London Irish          | Rodney Parade, Newport Widzów: 6 435 Sędzia: Joël Dumé |
| 7 grudnia 200214:30 | Jason Forster 5 (P) Jason Strange 11 (pd 3K) | 16:12(6:9) | Barry Everitt 12 (4K) | Rodney Parade, Newport Widzów: 6 435 Sędzia: Joël Dumé |
| 7 grudnia 200214:30 | Ofisa Tonu’u                                 | 16:12(6:9) | Naka Drotske          | Rodney Parade, Newport Widzów: 6 435 Sędzia: Joël Dumé |

| 14 grudnia 200214:00 | Tuluza | 50:17(29:10) | Edynburg                                      | Stade Ernest-Wallon, Tuluza Widzów: 14 000 Sędzia: Tony Spreadbury |
| 14 grudnia 200214:00 | Christian Labit 5 (P) Gregory Lamboley 5 (P) Jean-Baptiste Élissalde 4 (2pd) Trevor Brennan 5 (P) Vincent Clerc 5 (P) Xavier Garbajosa 5 (P) Yann Delaigue 21 (2P 4pd K) | 50:17(29:10) | Brendan Laney 12 (P 2pd K) Simon Taylor 5 (P) | Stade Ernest-Wallon, Tuluza Widzów: 14 000 Sędzia: Tony Spreadbury |

| 15 grudnia 200215:00 | London Irish                                                                                                  | 42:5(21:0) | Newport                    | Madejski Stadium, Reading Widzów: 7 102 Sędzia: Antonio Lombardi |
| 15 grudnia 200215:00 | Barry Everitt 22 (P 4pd 3K) Brendan Venter 5 (P) Justin Bishop 5 (P) Mark Mapletoft 5 (P) Michael Horak 5 (P) | 42:5(21:0) | Jason Jones-Hughes 5 (P)   | Madejski Stadium, Reading Widzów: 7 102 Sędzia: Antonio Lombardi |
| 15 grudnia 200215:00 | Kieron Dawson                                                                                                 | 42:5(21:0) | Ian Gough · Simon Raiwalui | Madejski Stadium, Reading Widzów: 7 102 Sędzia: Antonio Lombardi |

| 10 stycznia 200319:30 | Edynburg | 32:25(8:9) | London Irish                                  | Meadowbank Stadium, Edynburg Widzów: 4 451 Sędzia: Eric Darriere |
| 10 stycznia 200319:30 | Brendan Laney 10 (P pd K) Chris Paterson 2 (pd) Conan Sharman 5 (P) Simon Taylor 5 (P) Todd Blackadder 10 (2P) | 32:25(8:9) | Chris Sheasby 5 (P) Mark Mapletoft 20 (pd 6K) | Meadowbank Stadium, Edynburg Widzów: 4 451 Sędzia: Eric Darriere |
| 10 stycznia 200319:30 | Nathan Hines                                                                                                   | 32:25(8:9) | Paul Sackey                                   | Meadowbank Stadium, Edynburg Widzów: 4 451 Sędzia: Eric Darriere |

| 11 stycznia 200315:00 | Tuluza | 70:18(28:6) | Newport                                                      | Stade Ernest-Wallon, Tuluza Widzów: 8 000 Sędzia: Dave Pearson |
| 11 stycznia 200315:00 | Emile Ntamack 5 (P) Jean Bouilhou 5 (P) Jean-Baptiste Élissalde 25 (P 10pd) Vincent Clerc 5 (P) Xavier Garbajosa 10 (2P) Yann Delaigue 10 (2P) Yannick Jauzion 10 (2P) | 70:18(28:6) | Andy Powell 5 (P) Jason Strange 8 (pd 2K) Ofisa Tonu’u 5 (P) | Stade Ernest-Wallon, Tuluza Widzów: 8 000 Sędzia: Dave Pearson |

| 18 stycznia 200314:30 | Newport                                                                             | 42:32(19:18) | Edynburg | Rodney Parade, Newport Widzów: 5 880 Sędzia: Christophe Berdos |
| 18 stycznia 200314:30 | Jason Forster 10 (2P) Jason Strange 22 (P 4pd 3K) Ofisa Tonu’u 5 (P) Rod Snow 5 (P) | 42:32(19:18) | Allister Hogg 5 (P) Brendan Laney 5 (P) Chris Paterson 7 (2pd K) Craig Smith 5 (P) Derrick Lee 5 (P) Tom Philip 5 (P) | Rodney Parade, Newport Widzów: 5 880 Sędzia: Christophe Berdos |
| 18 stycznia 200314:30 | Mike Voyle                                                                          | 42:32(19:18) | Andrew Dall · Ramin Mathieson                                                                                         | Rodney Parade, Newport Widzów: 5 880 Sędzia: Christophe Berdos |

| 19 stycznia 200313:45 | London Irish                                                    | 32:29(18:12) | Tuluza                                                                          | Madejski Stadium, Reading Widzów: 9 297 Sędzia: Iain Ramage |
| 19 stycznia 200313:45 | Barry Everitt 17 (pd 5K) Mike Worsley 5 (P) Paul Sackey 10 (2P) | 32:29(18:12) | Frédéric Michalak 5 (P) Jean-Baptiste Élissalde 19 (2pd 5K) Vincent Clerc 5 (P) | Madejski Stadium, Reading Widzów: 9 297 Sędzia: Iain Ramage |

### Grupa F
| 12 października 200217:30 | Cardiff Blues         | 15:26(9:6) | Biarritz                                                                            | Cardiff Arms Park, Cardiff Widzów: 6 500 Sędzia: Chris White |
| 12 października 200217:30 | Iestyn Harris 15 (5K) | 15:26(9:6) | Christophe Milheres 5 (P) Dimitri Yachvili 16 (2pd 4K) Philippe Bernat-Salles 5 (P) | Cardiff Arms Park, Cardiff Widzów: 6 500 Sędzia: Chris White |
| 12 października 200217:30 | Peter Rogers          | 15:26(9:6) |                                                                                     | Cardiff Arms Park, Cardiff Widzów: 6 500 Sędzia: Chris White |

| 13 października 200216:30 | Northampton Saints                                           | 32:9(15:6) | Ulster                                 | Franklin’s Gardens, Northampton Widzów: 9 481 Sędzia: Antonio Lombardi |
| 13 października 200216:30 | John Leslie 5 (P) Matt Dawson 5 (P) Paul Grayson 22 (2pd 6K) | 32:9(15:6) | David Humphreys 6 (2K) Neil Doak 3 (K) | Franklin’s Gardens, Northampton Widzów: 9 481 Sędzia: Antonio Lombardi |
| 13 października 200216:30 | Andrew Blowers                                               | 32:9(15:6) | Robbie Kempson                         | Franklin’s Gardens, Northampton Widzów: 9 481 Sędzia: Antonio Lombardi |

| 18 października 200219:05 | Ulster                                          | 25:6(13:3) | Cardiff Blues        | Ravenhill Stadium, Belfast Widzów: 11 000 Sędzia: Rob Dickson |
| 18 października 200219:05 | David Humphreys 20 (pd dg 5K) Scott Young 5 (P) | 25:6(13:3) | Iestyn Harris 6 (2K) | Ravenhill Stadium, Belfast Widzów: 11 000 Sędzia: Rob Dickson |

| 19 października 200215:00 | Biarritz                                                                      | 23:20(10:10) | Northampton Saints                                          | Parc des Sports Aguiléra, Biarritz Widzów: 5 500 Sędzia: Alain Rolland |
| 19 października 200215:00 | Dimitri Yachvili 13 (2pd 3K) Julien Peyrelongue 5 (P) Thomas Lievremont 5 (P) | 23:20(10:10) | Mark Connors 5 (P) Nick Beal 5 (P) Paul Grayson 10 (2pd 2K) | Parc des Sports Aguiléra, Biarritz Widzów: 5 500 Sędzia: Alain Rolland |

| 6 grudnia 200219:15 | Ulster                                        | 13:9(7:9) | Biarritz                                          | Ravenhill Stadium, Belfast Widzów: 11 650 Sędzia: Tony Spreadbury |
| 6 grudnia 200219:15 | David Humphreys 8 (pd 2K) James Topping 5 (P) | 13:9(7:9) | Dimitri Yachvili 6 (2K) Julien Peyrelongue 3 (dg) | Ravenhill Stadium, Belfast Widzów: 11 650 Sędzia: Tony Spreadbury |

| 7 grudnia 200215:00 | Northampton Saints                                                       | 25:11(15:11) | Cardiff Blues                            | Franklin’s Gardens, Northampton Widzów: 10 000 Sędzia: Iain Ramage |
| 7 grudnia 200215:00 | Ben Cohen 5 (P) Ian Vass 5 (P) Mark Soden 5 (P) Paul Grayson 10 (2pd 2K) | 25:11(15:11) | Iestyn Harris 6 (2K) Rhys Williams 5 (P) | Franklin’s Gardens, Northampton Widzów: 10 000 Sędzia: Iain Ramage |
| 7 grudnia 200215:00 | Ben Cohen                                                                | 25:11(15:11) | Dai Young                                | Franklin’s Gardens, Northampton Widzów: 10 000 Sędzia: Iain Ramage |

| 14 grudnia 200215:00 | Biarritz                                                                                      | 25:20(15:3) | Ulster                                                      | Parc des Sports Aguiléra, Biarritz Widzów: 8 000 Sędzia: Dave Pearson |
| 14 grudnia 200215:00 | David Couzinet 5 (P) Dimitri Yachvili 10 (2pd 2K) Jean-Emmanuel Cassin 5 (P) John Isaac 5 (P) | 25:20(15:3) | Andy Ward 5 (P) Bryn Cunningham 5 (P) Neil Doak 10 (2pd 2K) | Parc des Sports Aguiléra, Biarritz Widzów: 8 000 Sędzia: Dave Pearson |
| 14 grudnia 200215:00 | Andy Ward                                                                                     | 25:20(15:3) |                                                             | Parc des Sports Aguiléra, Biarritz Widzów: 8 000 Sędzia: Dave Pearson |

| 15 grudnia 200213:30 | Cardiff Blues                                                                                   | 0:31(0:24) | Northampton Saints | Cardiff Arms Park, Cardiff Widzów: 4 700 Sędzia: Joël Jutge |
| 15 grudnia 200213:30 | Andrew Blowers 5 (P) Ben Cohen 5 (P) Chris Budgen 5 (P) Paul Grayson 11 (4pd K) Tom Smith 5 (P) | 0:31(0:24) |                    | Cardiff Arms Park, Cardiff Widzów: 4 700 Sędzia: Joël Jutge |
| 15 grudnia 200213:30 | Heino Senekal                                                                                   | 0:31(0:24) |                    | Cardiff Arms Park, Cardiff Widzów: 4 700 Sędzia: Joël Jutge |

| 11 stycznia 200314:45 | Cardiff Blues                                               | 21:33(12:24) | Ulster                                                                   | Cardiff Arms Park, Cardiff Widzów: 4 000 Sędzia: Steve Lander |
| 11 stycznia 200314:45 | Matt Allen 5 (P) Nick Walne 5 (P) Nicky Robinson 11 (pd 3K) | 21:33(12:24) | Bryn Cunningham 3 (dg) David Humphreys 15 (3pd 3K) Neil McMillan 10 (2P) | Cardiff Arms Park, Cardiff Widzów: 4 000 Sędzia: Steve Lander |
| 11 stycznia 200314:45 | Robbie Kempson                                              | 21:33(12:24) |                                                                          | Cardiff Arms Park, Cardiff Widzów: 4 000 Sędzia: Steve Lander |

| 11 stycznia 200314:45 | Northampton Saints                                                                  | 17:14(7:11) | Biarritz                                           | Franklin’s Gardens, Northampton Widzów: 10 523 Sędzia: Alan Lewis |
| 11 stycznia 200314:45 | Matt Dawson 5 (pd K) Paul Grayson 2 (pd) Peter Jorgensen 5 (P) Steve Thompson 5 (P) | 17:14(7:11) | Dimitri Yachvili 9 (3K) Jean-Emmanuel Cassin 5 (P) | Franklin’s Gardens, Northampton Widzów: 10 523 Sędzia: Alan Lewis |
| 11 stycznia 200314:45 | Jon Phillips                                                                        | 17:14(7:11) |                                                    | Franklin’s Gardens, Northampton Widzów: 10 523 Sędzia: Alan Lewis |

| 17 stycznia 200319:05 | Ulster                                            | 16:13(7:3) | Northampton Saints                     | Ravenhill Stadium, Belfast Widzów: 12 500 Sędzia: Joël Dumé |
| 17 stycznia 200319:05 | David Humphreys 11 (pd 2dg K) Neil McMillan 5 (P) | 16:13(7:3) | Ben Cohen 5 (P) Paul Grayson 8 (pd 2K) | Ravenhill Stadium, Belfast Widzów: 12 500 Sędzia: Joël Dumé |
| 17 stycznia 200319:05 | Ben Cohen · Chris Budgen · Mark Soden             | 16:13(7:3) |                                        | Ravenhill Stadium, Belfast Widzów: 12 500 Sędzia: Joël Dumé |

| 18 stycznia 200315:00 | Biarritz | 75:25(40:13) | Cardiff Blues                                                                      | Parc des Sports Aguiléra, Biarritz Widzów: 4 000 Sędzia: Giulio De Santis |
| 18 stycznia 200315:00 | Damien Minassian 5 (P) Dimitri Yachvili 10 (5pd) Guillaume Bousses 5 (P) Julien Campo 5 (P) Marc Stcherbina 5 (P) Mickaël Etcheverria 5 (P) Nicolas Brusque 5 (P) Olivier Roumat 5 (P) Ovidiu Tonita 5 (P) Philippe Bernat-Salles 10 (2P) Serge Betsen 5 (P) Thomas Lievremont 5 (P) | 75:25(40:13) | Craig Morgan 5 (P) Dean Dewdney 5 (P) Nicky Robinson 10 (2pd 2K) Ryan Powell 5 (P) | Parc des Sports Aguiléra, Biarritz Widzów: 4 000 Sędzia: Giulio De Santis |
| 18 stycznia 200315:00 | Craig Morgan · Robin Sowden-Taylor | 75:25(40:13) |                                                                                    | Parc des Sports Aguiléra, Biarritz Widzów: 4 000 Sędzia: Giulio De Santis |

## Faza pucharowa
|  |                    |                    |                  |                  |    |          |              |          |  |  |       |       |       |
|  | Ćwierćfinał        | Ćwierćfinał        | Ćwierćfinał      |                  |    | Półfinał | Półfinał     | Półfinał |  |  | Finał | Finał | Finał |
|  | Ćwierćfinał        | Ćwierćfinał        | Ćwierćfinał      |                  |    | Półfinał | Półfinał     | Półfinał |  |  | Finał | Finał | Finał |
|  | 12 kwietnia 2003   |                    |                  |                  |    |          |              |          |  |  |       |       |       |
|  |                    |                    |                  |                  |    |          |              |          |  |  |       |       |       |
|  | Tuluza             | Tuluza             | 32               |                  |    |          |              |          |  |  |       |       |       |
|  | Tuluza             | Tuluza             | 32               | 26 kwietnia 2003 |    |          |              |          |  |  |       |       |       |
|  | Northampton Saints | Northampton Saints | 16               |                  |    |          |              |          |  |  |       |       |       |
|  | Northampton Saints | Northampton Saints | 16               |                  |    | Tuluza   | Tuluza       | 13       |  |  |       |       |       |
|  | 13 kwietnia 2003   |                    |                  |                  |    | Tuluza   | Tuluza       | 13       |  |  |       |       |       |
|  |                    |                    | Munster          | Munster          | 12 |          |              |          |  |  |       |       |       |
|  | Leicester Tigers   | Leicester Tigers   | Munster          | Munster          | 12 | 7        |              |          |  |  |       |       |       |
|  | Leicester Tigers   | Leicester Tigers   |                  |                  |    | 7        | 24 maja 2003 |          |  |  |       |       |       |
|  | Munster            | Munster            | 20               |                  |    |          |              |          |  |  |       |       |       |
|  | Munster            | Munster            | 20               |                  |    | Tuluza   | Tuluza       | 22       |  |  |       |       |       |
|  | 12 kwietnia 2003   |                    |                  |                  |    | Tuluza   | Tuluza       | 22       |  |  |       |       |       |
|  |                    |                    | Perpignan        | Perpignan        | 17 |          |              |          |  |  |       |       |       |
|  | Leinster           | Leinster           | Perpignan        | Perpignan        | 17 | 18       |              |          |  |  |       |       |       |
|  | Leinster           | Leinster           | 27 kwietnia 2003 |                  |    | 18       |              |          |  |  |       |       |       |
|  | Biarritz           | Biarritz           | 13               |                  |    |          |              |          |  |  |       |       |       |
|  | Biarritz           | Biarritz           | 13               |                  |    | Leinster | Leinster     | 14       |  |  |       |       |       |
|  | 16 kwietnia 2003   |                    |                  |                  |    | Leinster | Leinster     | 14       |  |  |       |       |       |
|  |                    |                    | Perpignan        | Perpignan        | 21 |          |              |          |  |  |       |       |       |
|  | Scarlets           | Scarlets           | Perpignan        | Perpignan        | 21 | 19       |              |          |  |  |       |       |       |
|  | Scarlets           | Scarlets           |                  |                  |    |          |              |          |  |  |       |       |       |
|  | Perpignan          | Perpignan          | 26               |                  |    |          |              |          |  |  |       |       |       |
|  | Perpignan          | Perpignan          | 26               |                  |    |          |              |          |  |  |       |       |       |

| 12 kwietnia 200314:45 | Tuluza                                                                                        | 32:16(19:6) | Northampton Saints                             | Stadium Municipal, Tuluza Widzów: 36 500 Sędzia: Alan Lewis |
| 12 kwietnia 200314:45 | Cedric Heymans 5 (P) Christian Labit 5 (P) Frédéric Michalak 6 (2K) Yann Delaigue 16 (2pd 4K) | 32:16(19:6) | Jon Sleightholme 5 (P) Paul Grayson 11 (pd 3K) | Stadium Municipal, Tuluza Widzów: 36 500 Sędzia: Alan Lewis |
| 12 kwietnia 200314:45 | Cédric Desbrosse                                                                              | 32:16(19:6) | Budge Pountney                                 | Stadium Municipal, Tuluza Widzów: 36 500 Sędzia: Alan Lewis |

| 13 kwietnia 200316:00 | Leicester Tigers                      | 7:20(0:3) | Munster                                         | Welford Road, Leicester Widzów: 17 500 Sędzia: Nigel Williams |
| 13 kwietnia 200316:00 | Steve Booth 5 (P) Tim Stimpson 2 (pd) | 7:20(0:3) | Peter Stringer 5 (P) Ronan O’Gara 15 (P 2pd 2K) | Welford Road, Leicester Widzów: 17 500 Sędzia: Nigel Williams |

| 12 kwietnia 200315:35 | Leinster                                                          | 18:13(13:0) | Biarritz                                           | Lansdowne Road, Dublin Widzów: 46 000 Sędzia: Steve Lander |
| 12 kwietnia 200315:35 | Brian O’Meara 8 (pd 2K) Keith Gleeson 5 (P) Victor Costello 5 (P) | 18:13(13:0) | Dimitri Yachvili 8 (pd 2K) Thomas Lievremont 5 (P) | Lansdowne Road, Dublin Widzów: 46 000 Sędzia: Steve Lander |
| 12 kwietnia 200315:35 | Serge Betsen                                                      | 18:13(13:0) |                                                    | Lansdowne Road, Dublin Widzów: 46 000 Sędzia: Steve Lander |

| 16 kwietnia 200319:30 | Scarlets                                     | 19:26(13:14) | Perpignan                                       | Stradey Park, Llanelli Widzów: 10 800 Sędzia: Tony Spreadbury |
| 16 kwietnia 200319:30 | Martyn Madden 5 (P) Stephen Jones 14 (pd 4K) | 19:26(13:14) | Manny Edmonds 16 (2pd 2dg 2K) Phil Murphy 5 (P) | Stradey Park, Llanelli Widzów: 10 800 Sędzia: Tony Spreadbury |
| 16 kwietnia 200319:30 | Dafydd Jones                                 | 19:26(13:14) | Jérôme Thion                                    | Stradey Park, Llanelli Widzów: 10 800 Sędzia: Tony Spreadbury |

| 26 kwietnia 200315:00 | Tuluza                                                                       | 13:12(8:6) | Munster                  | Stadium Municipal, Tuluza Widzów: 36 500 Sędzia: Chris White |
| 26 kwietnia 200315:00 | Frédéric Michalak 5 (P) Jean-Baptiste Élissalde 5 (pd K) Yann Delaigue 3 (K) | 13:12(8:6) | Ronan O’Gara 12 (2dg 2K) | Stadium Municipal, Tuluza Widzów: 36 500 Sędzia: Chris White |

| 27 kwietnia 200314:45 | Leinster                                                      | 14:21(3:0) | Perpignan                                                                                 | Lansdowne Road, Dublin Widzów: 37 000 Sędzia: Nigel Williams |
| 27 kwietnia 200314:45 | Brian O’Meara 6 (2K) Gordon D’Arcy 5 (P) Nathan Spooner 3 (K) | 14:21(3:0) | Frédéric Cermeno 3 (dg) Manny Edmonds 8 (pd dg K) Marc Dal Maso 5 (P) Pascal Bomati 5 (P) | Lansdowne Road, Dublin Widzów: 37 000 Sędzia: Nigel Williams |
| 27 kwietnia 200314:45 | Lionel Mallier · Michel Konieck                               | 14:21(3:0) |                                                                                           | Lansdowne Road, Dublin Widzów: 37 000 Sędzia: Nigel Williams |

| 24 maja 200315:00 | Tuluza                                       | 22:17(19:0) | Perpignan                                 | Lansdowne Road, Dublin Widzów: 28 600 Sędzia: Chris White |
| 24 maja 200315:00 | Vincent Clerc 5 (P) Yann Delaigue 17 (pd 5K) | 22:17(19:0) | Manny Edmonds 12 (4K) Pascal Bomati 5 (P) | Lansdowne Road, Dublin Widzów: 28 600 Sędzia: Chris White |